# (6340) Kathmandu
(6340) Kathmandu ist ein Asteroid des äußeren Hauptgürtels, der am 16. Oktober 1993 von den japanischen Amateurastronomen Kin Endate und Kazurō Watanabe am Kitami-Observatorium (IAU-Code 400) auf Hokkaidō entdeckt wurde. Sichtungen des Asteroiden hatte es vorher schon mehrere gegeben: am 6. März 1978 unter der vorläufigen Bezeichnung 1978 EA5 am Krim-Observatorium in Nautschnyj, am 1. August 1986 (1986 PS3) am Palomar-Observatorium in Kalifornien, im Januar 1989 (1989 AA1) am Kushiro-Observatorium im Kushiro-Shitsugen-Nationalpark auf Hokkaidō, am 17. April 1990 (1990 HX4) am Krim-Observatorium in Nautschnyj sowie am 22. April 1990 (1990 HS4) am Palomar Mountain-Observatorium.
Der Asteroid gehört zur Ashkova-Gruppe, einer AstDyS-Asteroidenfamilie, die nach (3460) Ashkova benannt wurde.
(6340) Kathmandu wurde am 1. Juli 1996 nach der nepalesischen Hauptstadt Kathmandu benannt. Der Namensvorschlag erfolgte durch den japanischen Astronomen Isao Satō.